# Košarkaški klub Mašinac Kraljevo
Il Košarkaški klub Mašinac Kraljevo è stata una società cestistica avente sede nella città di Kraljevo, in Serbia.
Fondata nel 1982, ha disputato il campionato serbo fino al suo scioglimento nel 2013.